# Margaret Anglin
Mary Margaret Anglin est une comédienne américaine d'origine canadienne née le 3 avril 1876 à Ottawa et morte le 7 janvier 1958 à Toronto. L'Encyclopædia Britannica la considère comme « l'une des comédiennes les plus brillantes de son époque ». Elle est la fille de Timothy Warren Anglin.